# Locmaria
Locmaria é uma comuna francesa na região administrativa da Bretanha, no departamento Morbihan. Estende-se por uma área de 20,6 km². Em 2010 a comuna tinha 929 habitantes (densidade: 45,1 hab./km²).